# International Journal of Mass Spectrometry
International Journal of Mass Spectrometry — щомісячний рецензований науковий журнал, який охоплює всі аспекти мас-спектрометрії, включаючи прилади та застосування в біології, хімії, геології та фізиці. Журнал засновано у 1968 році як International Journal of Mass Spectrometry and Ion Physics. 1983 року перейменовано International Journal of Mass Spectrometry and Ion Processes, а з 1998 року видається під сучасною назвою видавництвом Elsevier. Головні редактори  Джулія Ласкін (Університет Пердью) і Чжен Оян (Університет Цінхуа).

## Реферування та індексування
Журнал реферується та індескується у таких базах даних:
- Chemical Abstracts Service[2]
- Current Contents/Physical, Chemical & Earth Sciences[3]
- EBSCO databases
- Embase[4]
- Food Science and Technology Abstracts
- FRANCIS
- Inspec[5]
- PASCAL
- Science Citation Index Expanded[3]
- Scopus[6]

Відповідно до Journal Citation Reports, імпакт-фактор журналу на 2020 рік становить 1,986. 